# فنجاني منزلي
فنجاني منزلي (الاسم العلمي: Peziza domestica) هو نوع من الفطريات يتبع جنس الفنجاني من فصيلة الفنجانية.